# Campeonato Brasileiro Série A 2018
Il Campeonato Brasileiro Série A 2018 (in italiano Campionato Brasiliano Serie A 2018) è stato la 48ª edizione del massimo campionato brasiliano di calcio.

## Formula
Girone all'italiana con partite di andata e ritorno. Vince il campionato la squadra che totalizza più punti, retrocedono in Série B le ultime 4 classificate. In caso di arrivo a pari punti tra due o più squadre, per determinarne l'ordine in classifica sono utilizzati, nell'ordine, i seguenti criteri:
1. Maggior numero di vittorie;
2. Miglior differenza reti;
3. Maggior numero di gol segnati;
4. Confronto diretto (solo nel caso di arrivo a pari punti di due squadre);
5. Minor numero di espulsioni;
6. Minor numero di ammonizioni;
7. Sorteggio.

## Squadre partecipanti
| Squadra          | Città          | Stato             | Stadio                   | Stagione precedente     |
| ---------------- | -------------- | ----------------- | ------------------------ | ----------------------- |
| América-MG       | Belo Horizonte | Minas Gerais      | Independência            | 1° in Série B           |
| Atlético Mineiro | Belo Horizonte | Minas Gerais      | Independência            | 9° in Série A           |
| Athl. Paranaense | Curitiba       | Paraná            | Arena da Baixada         | 11° in Série A          |
| Bahia            | Salvador       | Bahia             | Arena Fonte Nova         | 12° in Série A          |
| Botafogo         | Rio de Janeiro | Rio de Janeiro    | Nilton Santos (Engenhão) | 10° in Série A          |
| Ceará            | Fortaleza      | Ceará             | Castelão                 | 3° in Série B           |
| Chapecoense      | Chapecó        | Santa Catarina    | Arena Condá              | 8° in Série A           |
| Corinthians      | San Paolo      | San Paolo         | Arena Corinthians        | Vincitore della Série A |
| Cruzeiro         | Belo Horizonte | Minas Gerais      | Mineirão                 | 5° in Série A           |
| Flamengo         | Rio de Janeiro | Rio de Janeiro    | Ilha do Urubu            | 6° in Série A           |
| Fluminense       | Rio de Janeiro | Rio de Janeiro    | Stadio Maracanã          | 14° in Série A          |
| Grêmio           | Porto Alegre   | Rio Grande do Sul | Arena do Grêmio          | 4° in Série A           |
| Internacional    | Porto Alegre   | Rio Grande do Sul | Beira-Rio                | 2° in Série B           |
| Palmeiras        | San Paolo      | San Paolo         | Allianz Parque           | 2° in Série A           |
| Paraná           | Curitiba       | Paraná            | Vila Capanema            | 4° in Série B           |
| San Paolo        | San Paolo      | San Paolo         | Morumbi                  | 13° in Série A          |
| Santos           | Santos         | San Paolo         | Vila Belmiro             | 3° in Série A           |
| Sport Recife     | Recife         | Pernambuco        | Ilha do Retiro           | 15° in Série A          |
| Vasco da Gama    | Rio de Janeiro | Rio de Janeiro    | Estádio São Januário     | 7° in Série A           |
| Vitória          | Salvador       | Bahia             | Barradão                 | 16° in Série A          |

### Allenatori
| Squadra          | Allenatore |
| ---------------- | --- |
| América-MG       | Enderson Moreira (1ª-12ª) Ricardo Drubscky (13ª-14ª) Adílson Batista (15ª-33ª) Givanildo Oliveira                    |
| Atlético Mineiro | Thiago Larghi (1ª-29ª) Levir Culpi                                                                                   |
| Athl. Paranaense | Fernando Diniz (1ª-12ª) Tiago Nunes                                                                                  |
| Bahia            | Guto Ferreira (1ª-9ª) Cláudio Prates (10ª-12ª, interim) Enderson Moreira                                             |
| Botafogo         | Alberto Valentim (1ª-12ª) Marcos Paquetá (13ª-16ª) Bruno Lazaroni (17ª,interim) Zé Ricardo                           |
| Ceará            | Marcelo Chamusca (1ª-6ª) Jorginho (7ª-9ª) Lisca                                                                      |
| Chapecoense      | Gilson Kleina (1ª-17ª) Guto Ferreira (18ª-29ª) Claudinei Oliveira                                                    |
| Corinthians      | Fábio Carille (1ª-6ª) Osmar Loss (7ª-23ª) Jair Ventura                                                               |
| Cruzeiro         | Mano Menezes |
| Flamengo         | Mauricio Barbieri (1ª-26ª) Dorival Júnior                                                                            |
| Fluminense       | Abel Braga (1ª-12ª) Marcelo Oliveira                                                                                 |
| Grêmio           | Renato Portaluppi |
| Internacional    | Odair Hellmann |
| Palmeiras        | Roger Machado (1ª-15ª) Wesley Carvalho (16ª, interim) Luiz Felipe Scolari                                            |
| Paraná           | Rogério Micale (1ª-18ª) Claudinei Oliveira (19ª-29ª) Dado Cavalcanti                                                 |
| Santos           | Jair Ventura (1ª-14ª) Serginho Chulapa (15ª-16ª,interim) Cuca                                                        |
| San Paolo        | Diego Aguirre |
| Sport Recife     | Nelsinho Baptista (1ª-2ª) Claudinei Oliveira (3ª-18ª) Eduardo Baptista (19ª-26ª) Milton Mendes                       |
| Vasco da Gama    | Zé Ricardo (1ª-9ª) Valdir Bigode (10ª, interim) Jorginho (11ª-18ª) Valdir Bigode (19ª-21ª, interim) Alberto Valentim |
| Vitória          | Vágner Mancini (1ª-16ª) João Burse (17ª-18ª,interim) Paulo César Carpegiani                                          |

## Risultati
Il calendario è stato definito il 5 febbraio 2018.
| Casa/Trasferta | AME | ATM | ATP | BAH | BOT | CEA | CHA | CRN | CRU | FLA | FLU | GRÊ | INT | PAL | PAR | SPA | SAN | SPO | VAS | VIT |
| -------------- | --- | --- | --- | --- | --- | --- | --- | --- | --- | --- | --- | --- | --- | --- | --- | --- | --- | --- | --- | --- |
| América-MG     | —   | 1–3 | 3–1 | 1–0 | 1–0 | 0–0 | 0–0 | 0–0 | 1–2 | 2–2 | 0–0 | 1–1 | 2–1 | 0–0 | 0–1 | 1–3 | 2–1 | 3–0 | 2–1 | 2–1 |
| Atlético-MG    | 0–0 | —   | 3–1 | 1–0 | 1–0 | 2–1 | 3–3 | 1–0 | 1–0 | 0–1 | 5–2 | 0–1 | 0–1 | 1–1 | 2–0 | 1–0 | 3–1 | 5–2 | 0–0 | 2–1 |
| Atlético-PR    | 4–0 | 1–2 | —   | 2–0 | 2–1 | 2–2 | 5–1 | 1–0 | 2–0 | 3–0 | 3–1 | 2–1 | 2–2 | 1–3 | 3–0 | 0–1 | 2–0 | 0–1 | 1–0 | 4–0 |
| Bahia          | 1–0 | 2–2 | 0–0 | —   | 3–3 | 2–1 | 1–0 | 1–0 | 0–0 | 0–0 | 2–0 | 0–2 | 0–1 | 1–1 | 2–0 | 2–2 | 1–0 | 2–0 | 3–0 | 4–1 |
| Botafogo       | 1–0 | 0–3 | 2–0 | 0–1 | —   | 0–0 | 1–0 | 1–0 | 1–1 | 2–1 | 2–1 | 2–1 | 1–0 | 1–1 | 2–1 | 2–2 | 0–0 | 2–0 | 1–1 | 1–1 |
| Ceará          | 2–2 | 2–1 | 0–0 | 0–2 | 0–0 | —   | 3–1 | 2–1 | 0–1 | 0–3 | 1–0 | 0–1 | 1–1 | 2–2 | 1–0 | 0–0 | 1–1 | 1–0 | 0–0 | 2–0 |
| Chapecoense    | 1–0 | 1–0 | 2–1 | 1–1 | 0–1 | 2–0 | —   | 2–1 | 2–0 | 3–2 | 1–2 | 1–1 | 2–1 | 1–2 | 1–1 | 1–0 | 0–0 | 2–1 | 1–1 | 0–1 |
| Corinthians    | 1–0 | 1–1 | 0–0 | 2–1 | 2–0 | 1–1 | 0–0 | —   | 2–0 | 0–3 | 2–1 | 0–1 | 1–1 | 1–0 | 1–0 | 1–1 | 1–1 | 2–1 | 1–0 | 0–0 |
| Cruzeiro       | 3–1 | 0–0 | 2–1 | 1–1 | 1–0 | 0–2 | 3–0 | 1–0 | —   | 0–2 | 2–1 | 0–1 | 0–0 | 1–0 | 1–0 | 0–2 | 2–1 | 2–0 | 1–1 | 3–0 |
| Flamengo       | 1–0 | 2–1 | 1–2 | 2–0 | 2–0 | 0–1 | 2–0 | 1–0 | 1–0 | —   | 3–0 | 2–0 | 2–0 | 1–1 | 2–0 | 0–1 | 1–0 | 4–1 | 1–1 | 1–0 |
| Fluminense     | 1–0 | 1–0 | 2–0 | 1–1 | 1–0 | 0–0 | 3–1 | 1–0 | 1–0 | 0–2 | —   | 0–1 | 0–3 | 1–0 | 4–0 | 1–1 | 0–1 | 0–0 | 0–1 | 0–0 |
| Grêmio         | 2–0 | 2–0 | 0–0 | 2–2 | 4–0 | 3–2 | 2–0 | 1–0 | 1–1 | 2–0 | 0–0 | —   | 0–0 | 0–2 | 2–0 | 2–1 | 5–1 | 3–4 | 2–1 | 4–0 |
| Internacional  | 2–0 | 1–2 | 2–1 | 2–0 | 3–0 | 1–0 | 3–0 | 2–1 | 0–0 | 2–1 | 2–0 | 1–0 | —   | 0–0 | 1–0 | 3–1 | 1–1 | 0–0 | 3–1 | 2–1 |
| Palmeiras      | 3–0 | 3–2 | 2–0 | 3–0 | 2–0 | 2–1 | 0–0 | 1–0 | 3–1 | 1–1 | 3–0 | 2–0 | 1–0 | —   | 3–0 | 3–1 | 3–2 | 2–3 | 1–0 | 3–2 |
| Paraná         | 1–0 | 0–1 | 0–0 | 1–0 | 1–1 | 0–1 | 1–1 | 0–4 | 1–1 | 0–4 | 2–1 | 0–0 | 1–1 | 1–1 | —   | 1–1 | 0–2 | 1–2 | 1–1 | 1–1 |
| São Paulo      | 1–1 | 2–2 | 0–0 | 1–0 | 3–2 | 1–0 | 2–0 | 3–1 | 1–0 | 2–2 | 1–1 | 1–1 | 0–0 | 0–2 | 1–0 | —   | 1–0 | 0–0 | 2–1 | 3–0 |
| Santos         | 0–1 | 3–2 | 1–0 | 1–0 | 1–1 | 2–0 | 0–1 | 1–0 | 0–1 | 1–1 | 3–0 | 0–0 | 1–2 | 1–1 | 3–1 | 0–0 | —   | 3–0 | 1–1 | 5–2 |
| Sport          | 0–2 | 3–2 | 1–0 | 2–0 | 1–1 | 1–0 | 1–1 | 1–1 | 0–0 | 0–1 | 1–2 | 0–0 | 2–1 | 0–1 | 1–0 | 1–3 | 2–0 | —   | 2–1 | 0–0 |
| Vasco da Gama  | 4–1 | 2–1 | 1–1 | 2–1 | 1–2 | 1–1 | 3–1 | 1–4 | 2–0 | 1–1 | 1–1 | 1–0 | 1–1 | 0–1 | 1–0 | 2–0 | 0–3 | 3–2 | —   | 2–3 |
| Vitória        | 1–0 | 1–0 | 1–2 | 2–2 | 3–4 | 2–1 | 1–0 | 2–2 | 1–1 | 2–2 | 1–2 | 0–0 | 2–3 | 0–3 | 1–0 | 0–1 | 0–1 | 1–0 | 1–0 | —   |

## Classifica finale
|  | Pos. | Squadra          | Pt | G  | V  | N  | P  | GF | GS | DR  |
|  | ---- | ---------------- | -- | -- | -- | -- | -- | -- | -- | --- |
|  | 1.   | Palmeiras        | 80 | 38 | 23 | 11 | 4  | 64 | 26 | +38 |
|  | 2.   | Flamengo         | 72 | 38 | 21 | 9  | 8  | 59 | 29 | +30 |
|  | 3.   | Internacional    | 69 | 38 | 19 | 12 | 7  | 51 | 29 | +22 |
|  | 4.   | Grêmio           | 66 | 38 | 18 | 12 | 8  | 48 | 27 | +21 |
|  | 5.   | San Paolo        | 63 | 38 | 16 | 15 | 7  | 46 | 34 | +12 |
|  | 6.   | Atlético Mineiro | 59 | 38 | 17 | 8  | 13 | 56 | 43 | +13 |
|  | 7.   | Athl. Paranaense | 57 | 38 | 16 | 9  | 13 | 54 | 37 | +17 |
|  | 8.   | Cruzeiro         | 53 | 38 | 14 | 11 | 13 | 34 | 34 | 0   |
|  | 9.   | Botafogo         | 51 | 38 | 13 | 12 | 13 | 38 | 46 | -8  |
|  | 10.  | Santos           | 50 | 38 | 13 | 11 | 14 | 46 | 40 | +6  |
|  | 11.  | Bahia            | 48 | 38 | 12 | 12 | 14 | 39 | 41 | -2  |
|  | 12.  | Fluminense       | 45 | 38 | 12 | 9  | 17 | 32 | 46 | -14 |
|  | 13.  | Corinthians      | 44 | 38 | 11 | 11 | 16 | 34 | 35 | -1  |
|  | 14.  | Chapecoense      | 44 | 38 | 11 | 11 | 16 | 34 | 50 | -16 |
|  | 15.  | Ceará            | 44 | 38 | 10 | 14 | 14 | 32 | 38 | -6  |
|  | 16.  | Vasco da Gama    | 43 | 38 | 10 | 13 | 15 | 41 | 48 | -7  |
|  | 17.  | Sport Recife     | 42 | 38 | 11 | 9  | 18 | 35 | 57 | -22 |
|  | 18.  | América-MG       | 40 | 38 | 10 | 10 | 18 | 30 | 47 | -17 |
|  | 19.  | Vitória          | 37 | 38 | 9  | 10 | 19 | 36 | 63 | -27 |
|  | 20.  | Paraná           | 23 | 38 | 4  | 11 | 23 | 18 | 57 | -39 |

Legenda:
     Campione del Brasile e ammessa alla Coppa Libertadores 2019
     Ammesse alla fase a gironi della Coppa Libertadores 2019
     Ammesse ai preliminari della Coppa Libertadores 2019
     Ammesse alla Coppa Sudamericana 2019
     Retrocesse in Série B 2019
Note:
Tre punti a vittoria, uno a pareggio, zero a sconfitta.

## Classifica marcatori
Fonte:
| Gol |  |  | Giocatore             | Squadra             |
| --- |  |  | --------------------- | ------------------- |
| 18  |  |  | Gabriel Barbosa       | Santos              |
| 13  |  |  | Ricardo Oliveira      | Atletico Mineiro    |
| 12  |  |  | Pablo Felipe Teixeira | Atletico Paranaense |
| 12  |  |  | Diego Souza           | San Paolo           |
| 11  |  |  | Leandro Pereira       | Chapecoense         |
| 11  |  |  | Nicolás López         | Internacional       |
| 10  |  |  | Lucas Paquetá         | Flamengo            |
| 10  |  |  | Yago Pikachu          | Vasco da Gama       |
| 10  |  |  | Leandro Damião        | Internacional       |
| 10  |  |  | Everton               | Grêmio              |
| 10  |  |  | Pedro                 | Fluminense          |
| 10  |  |  | Willian               | Palmeiras           |